# Фердінанд Боберг
Фердіна́нд Бо́берг (швед. Ferdinand Boberg, нар. 11 квітня 1860 р. Фалун — пом. 7 травня 1946 р. Стокгольм) — шведський архітектор.

## Біографія
Фердінанд Боберг був одним з найвизначніших архітекторів Швеції на межі XIX—XX століть. Працював у стилі модерн, був його популяризатором та яскравим представником в цій країні. У 1897—1915 роках Боберг був головним архітектором великих міжнародних виставок, що проходили в Швеції, таких як Стокгольмські виставки 1897 і 1909 років та Балтійська виставка в Мальме 1914. Він також був автором проектів для шведських павільйонів на Всесвітніх виставках у Парижі (1900), Сент-Луїсі (1904), Сан-Франциско (Панамсько-Тихоокеанська виставка 1915) та ін.
За його пректами було споруджено чимало будинків у різних містах Швеції — Центральна пошта в Стокгольмі (1902) та Мальме (1906), Пожежна частина в Гавлі (1890), церкви в Скагерхульті (1896) та Сальсебадені (1913), Торговий дім Північної компанії (Nordiska Kompaniet, 1915), Велика митниця на Седермальмі (Стокгольм, зараз тут музей Fotografiska) та багато інших.
Після закінчення Першої світової війни архітектор отримував дедалі менше замовлень, оскільки його стиль стали вважати застарілим (в моді в Швеції в 1920-і роки був класичний стиль, Swedish grace). У цей період Ф. Боберг багато подорожує країною та робить ескізи зі старовинних сільських будівель.
Фердінанд Боберг виявив себе також як дизайнер меблів, керамічних та скляних виробів, тканин та мануфактури.

## Галерея

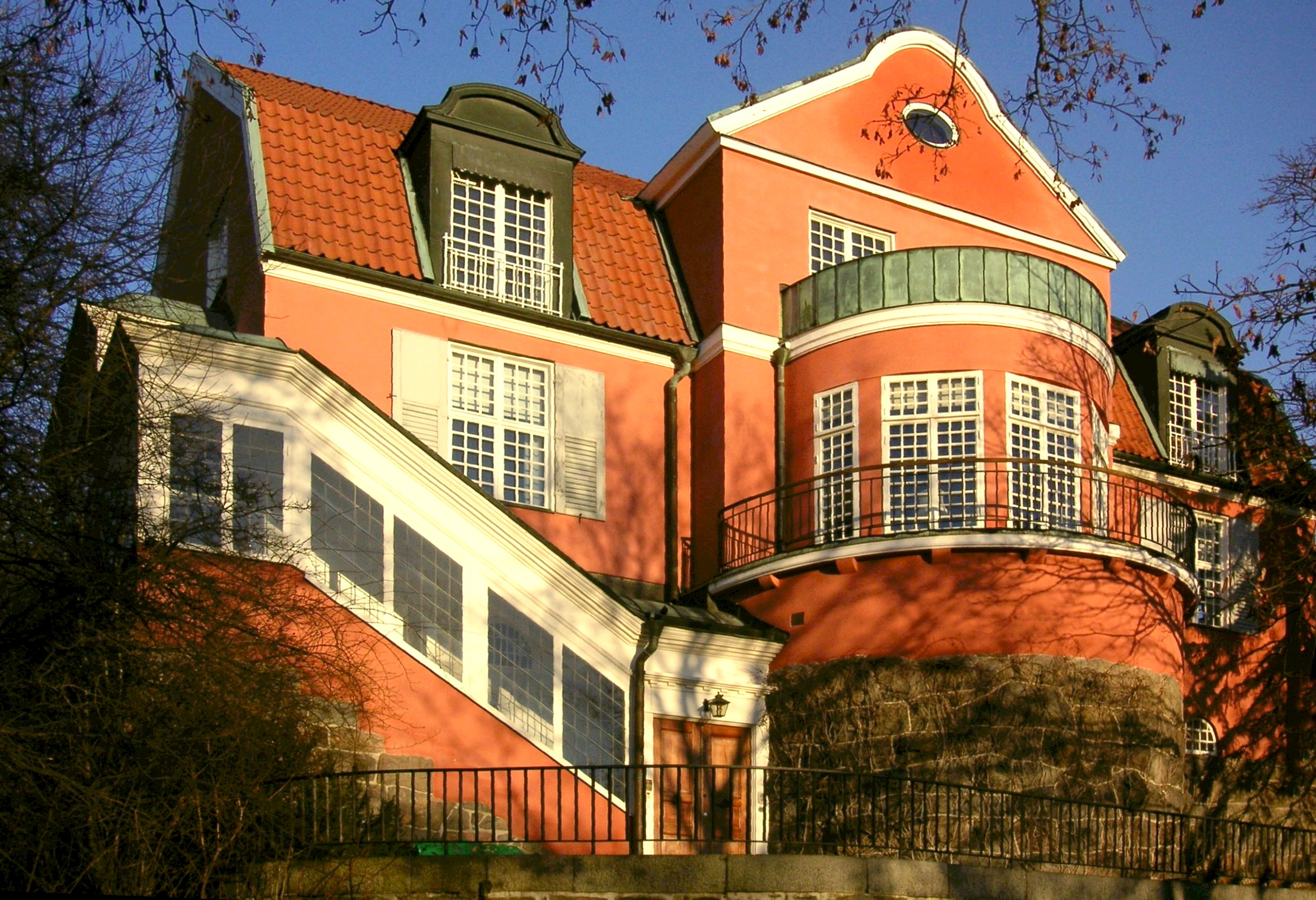
Вілла Юргарден
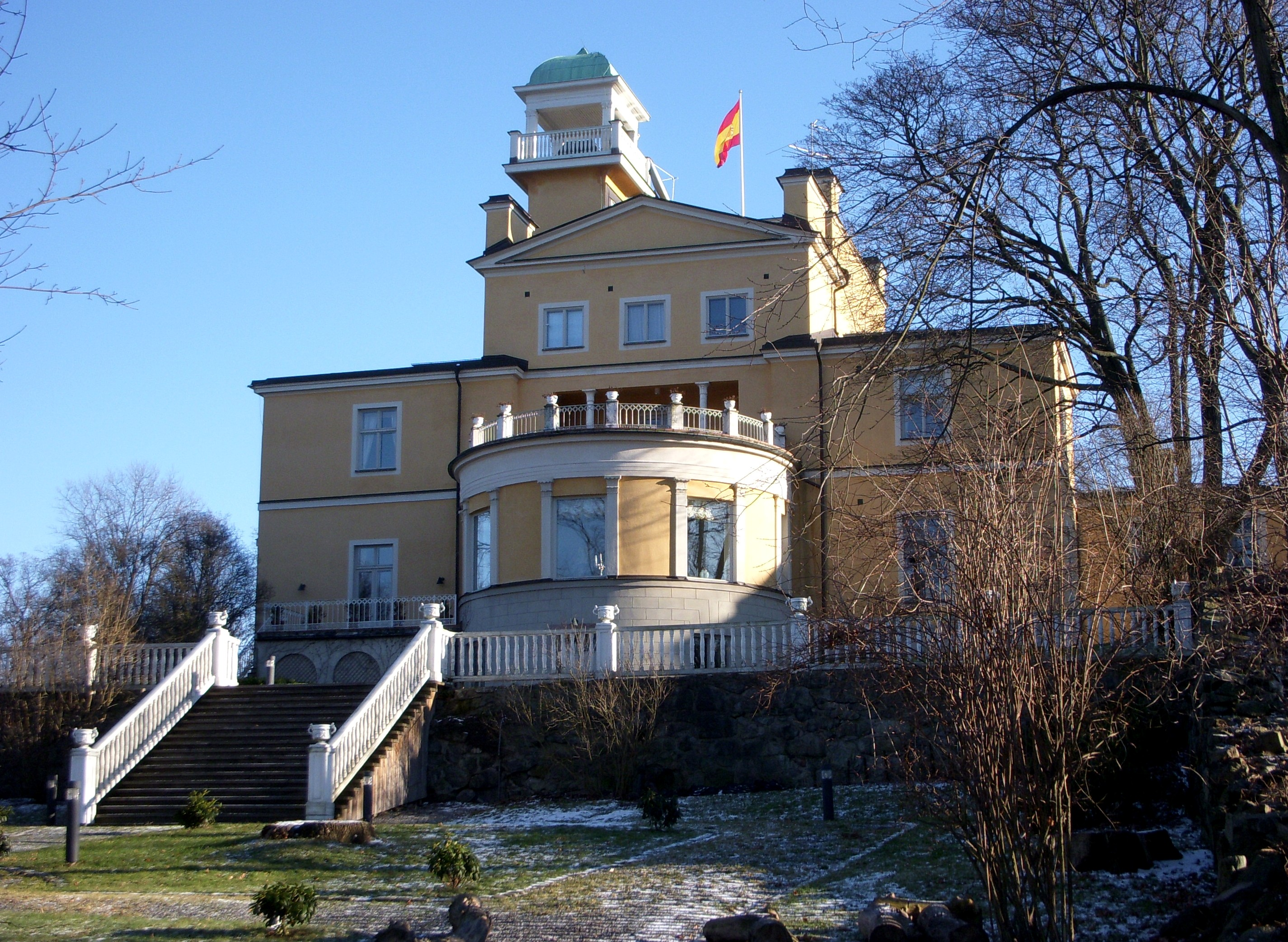
Вілла Бюстрем
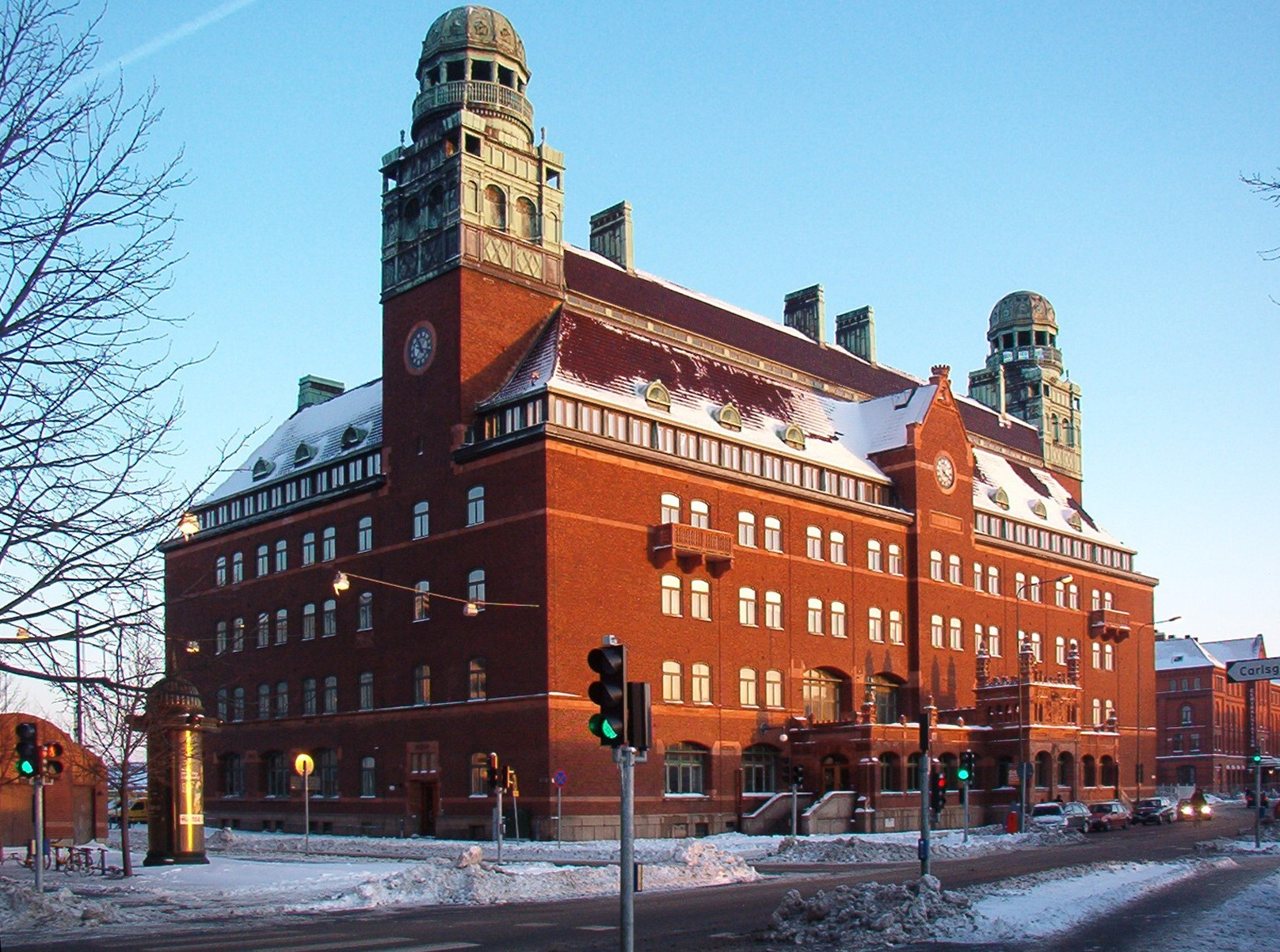
Стара пошта в Мальме
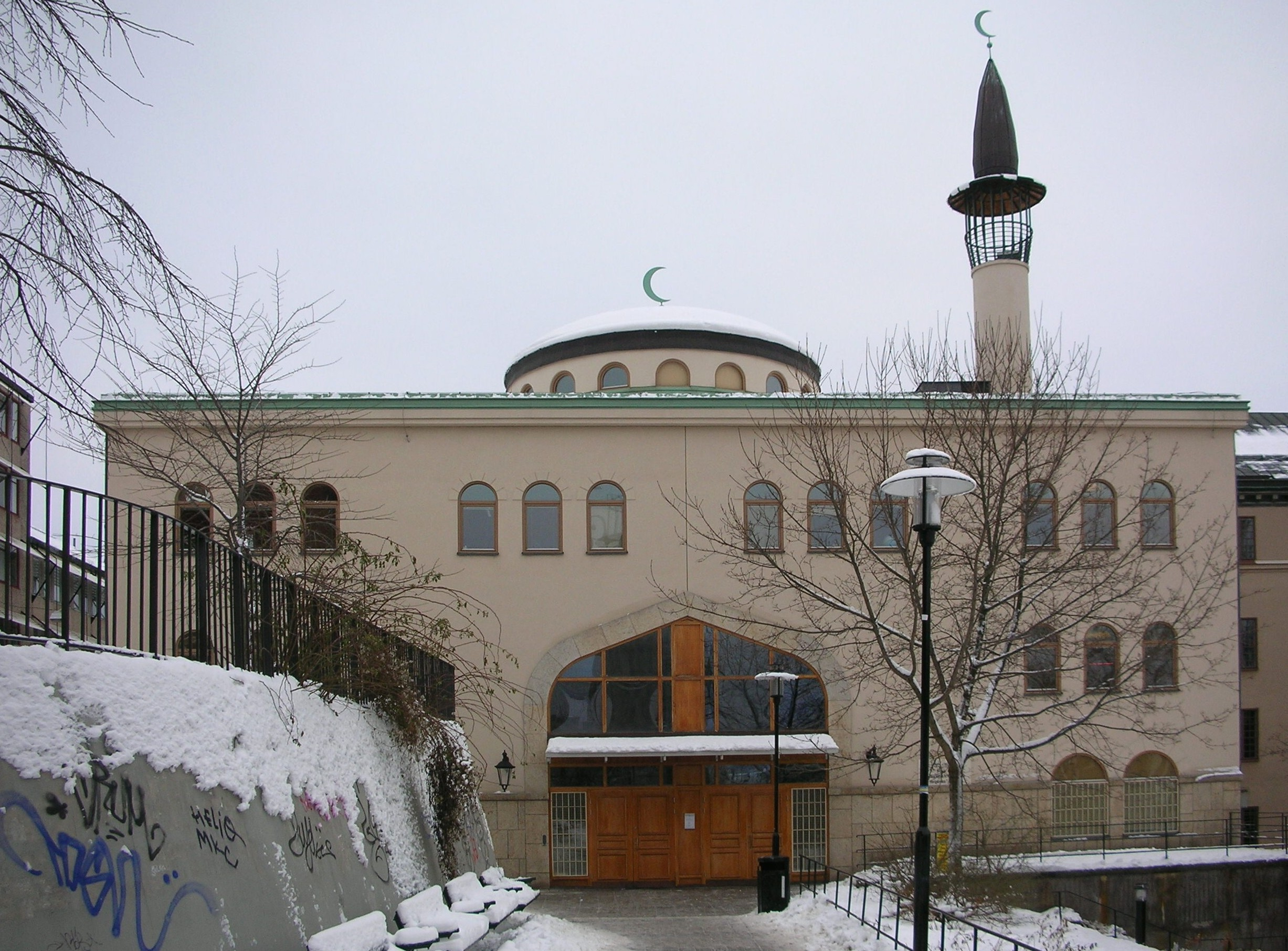
Стокгольмська мечеть
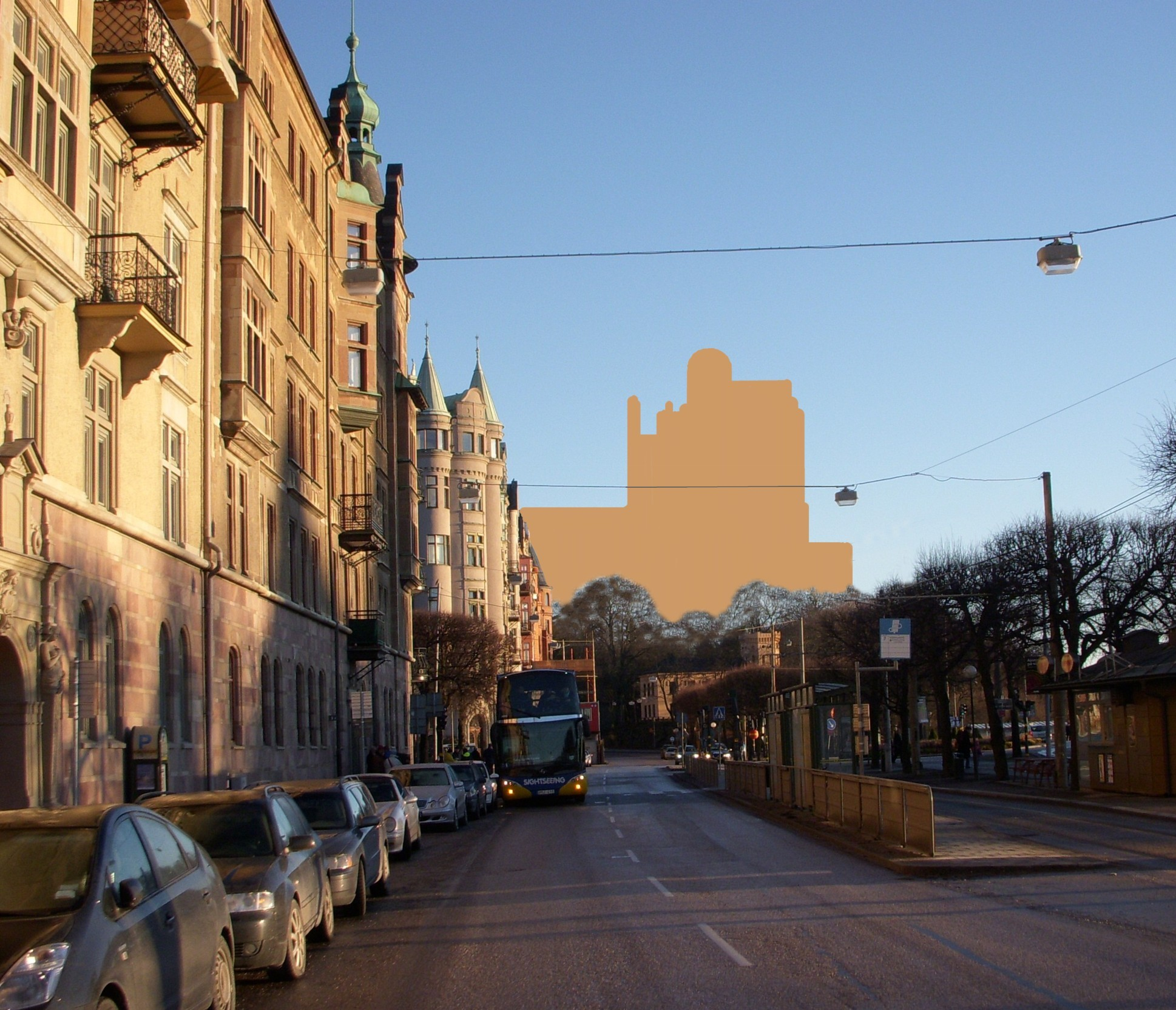
Нобелівський палац у Стокгольмі
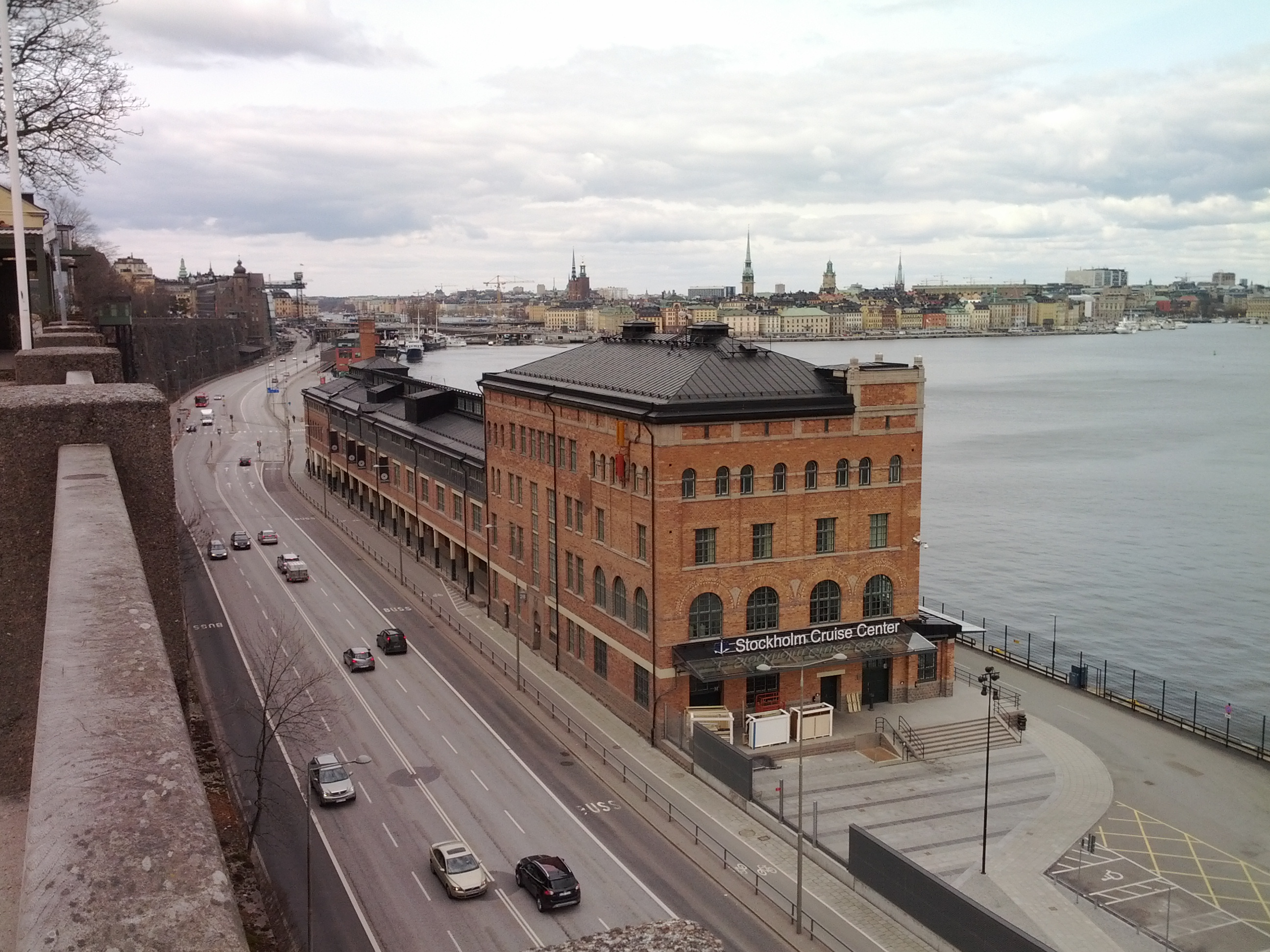
Велика митниця, музей Fotografiska у Стокгольмі.